# 奥拉西奥·卡特斯
奧拉西奧·曼努埃爾·卡特斯·哈拉（西班牙語：Horacio Manuel Cartes Jara，西班牙語發音：[oˈɾasjo maˈnwel ˈkaɾtes ˈxaɾa]；1956年7月5日—）為巴拉圭政治家、擁有數家公司的企業家和體育活動領導人，前任巴拉圭總統。

## 早年
卡特斯的父親為西斯納特許經營控股並控股的飛機製造公司擁有人，而奧拉西奧·卡特斯便在這般背景下被送往美國研究航空工程。在19歲時他在阿曼拜銀行（Banco Amambay）貨幣貨幣兌換業務並很快讓銀行價值快速增值，在接下來的幾年中卡特斯購買或者協助創立了25家公司，包括有巴拉圭最大的捲菸製造商塔巴克萊拉埃斯特（Tabacalera del Este）和數家主要的果汁裝瓶公司。
1989年，卡特斯因為詐欺最罪刑而被一度判處7個月的監禁，最後法院則判處無罪開釋。2000年，緝毒民警在他的牧場查獲一架載有古柯鹼和大麻的飛機，但他聲稱這架飛機是突然緊急降落在他的莊園內，而且他除了沒有參與毒品交易外亦堅決反對毒品合法化。2013年4月時避稅天堂洩密（Offshore leaks）中亦出現了卡特斯的名字，其中位於庫克群島的金融機構便與卡特斯在巴拉圭的銀行塔巴克萊拉埃斯特有所互動；而在更早之前的2010年，維基解密所洩漏的電報中則提到必須就卡特斯涉嫌洗錢一事進行調查。
奧拉西奧·卡特斯為紅黨成員之一，同時他也是卡特斯集團（Grupo Cartes）的擁有者，底下管轄有20幾家從事菸草、飲品和肉品製造以及銀行等事業。而卡特斯自2001年以來，亦長期擔任自由俱樂部主席。

## 从政

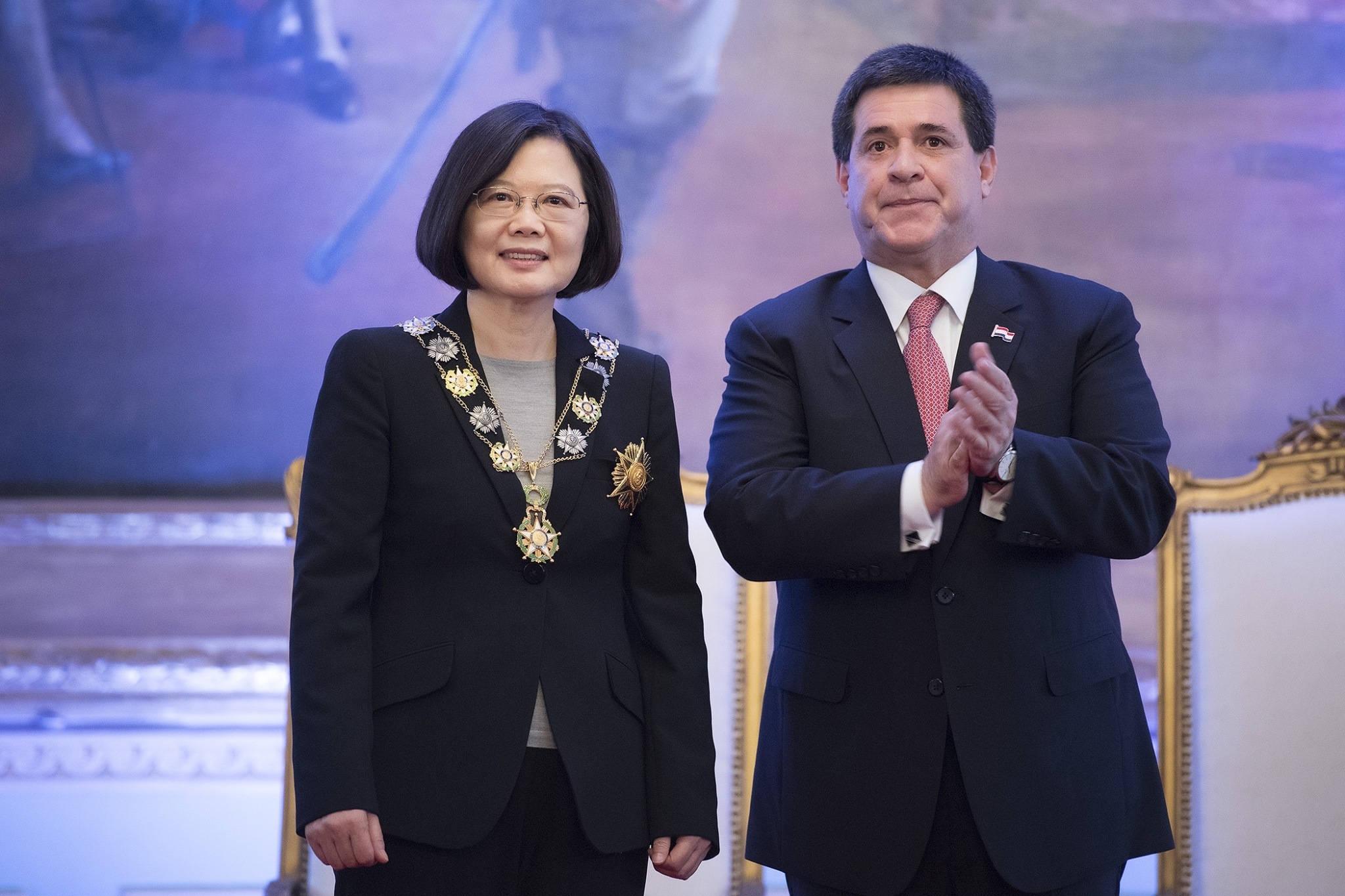
2016年6月28日，中华民国总统蔡英文接受奧拉西奧·卡斯特的贈勳

奧拉西奧·卡斯特一直到2008年以前並沒有接觸過政治領域，甚至也尚未登記成為有選舉權利之民眾。2009年時他加入立場右翼的紅黨，並且希望能夠稍微抑制逐漸左傾的拉丁美洲政局。儘管紅黨由於在1989年支持阿爾弗雷多·斯特羅斯納軍事獨裁政權而不斷受到批判，然而卡特斯成功將其名聲塑造成可靠人物並且成為新一代紅黨代表人物。最後他的經濟實力促使得其贏得黨內初選，成為紅黨在2013年巴拉圭大選中所提名的候選人。
在其競選承諾中提到將會募集私人基金以升級巴拉圭基礎建設讓公共設施更為現代化，吸引國際投資進而創造就業機會。在競選期間卡特斯也提出數個關於同性戀者的激進話語，除了以猴子來跟同性戀者比較外，還表示如果自己兒子為同性戀的話將會拿槍射擊自己的睪丸。
2013年4月21日舉行的巴拉圭大選中，卡特斯最後以獲得1,089,247張票（佔全部45.81%）正式當選為巴拉圭總統。